# Hideki Sahara
Hideki Sahara (jap. 佐原 秀樹, Sahara Hideki; * 15. Mai 1978 in der Präfektur Kanagawa) ist ein ehemaliger japanischer Fußballspieler.

## Karriere
Sahara erlernte das Fußballspielen in der Schulmannschaft der Toko Gakuen High School. Seinen ersten Vertrag unterschrieb er 1997 bei den Kawasaki Frontale. Der Verein spielte in der zweithöchsten Liga des Landes, der Japan Football League. 1999 wurde er mit dem Verein Meister der J2 League und stieg in die J1 League auf. 2000 erreichte er das Finale des J.League Cup. Am Ende der Saison 2000 stieg der Verein in die J2 League ab. 2004 wurde er mit dem Verein Meister der J2 League und stieg wieder in die J1 League auf. 2006 wurde er mit dem Verein Vizemeister der J1 League. 2007 erreichte er das Finale des J.League Cup. Für den Verein absolvierte er 133 Spiele. 2008 wurde er an den Erstligisten FC Tokyo ausgeliehen. Für den Verein absolvierte er 35 Erstligaspiele. 2010 gewann er mit dem Verein den J.League Cup. 2010 kehrte er zu Kawasaki Frontale zurück. Ende 2010 beendete er seine Karriere als Fußballspieler.

## Erfolge
Kawasaki Frontale
- J1 League

Vizemeister: 2006
- J.League Cup

Finalist: 2000, 2007
FC Tokyo
- J.League Cup

Sieger: 2009